# Mont-Louis
Mont-Louis (Catalaans: Montlluís) is een gemeente in het Franse departement Pyrénées-Orientales (regio Occitanie) en telt 270 inwoners (1999). De plaats maakt deel uit van het arrondissement Prades.
Het is een vestingplaatsje met een opleidingscentrum voor Franse commando's (para's). De ommuring is van de hand van de bekende vestingarchitect Vauban. De vestingwerken van Mont-Louis behoren tot de Werelderfgoedlijst Vestingwerken van Vauban.

## Geografie
De oppervlakte van Mont-Louis bedraagt 39 hectare en behoort daarmee tot de kleinste gemeenten in Frankrijk. De bevolkingsdichtheid is 675,0 inwoners per km².

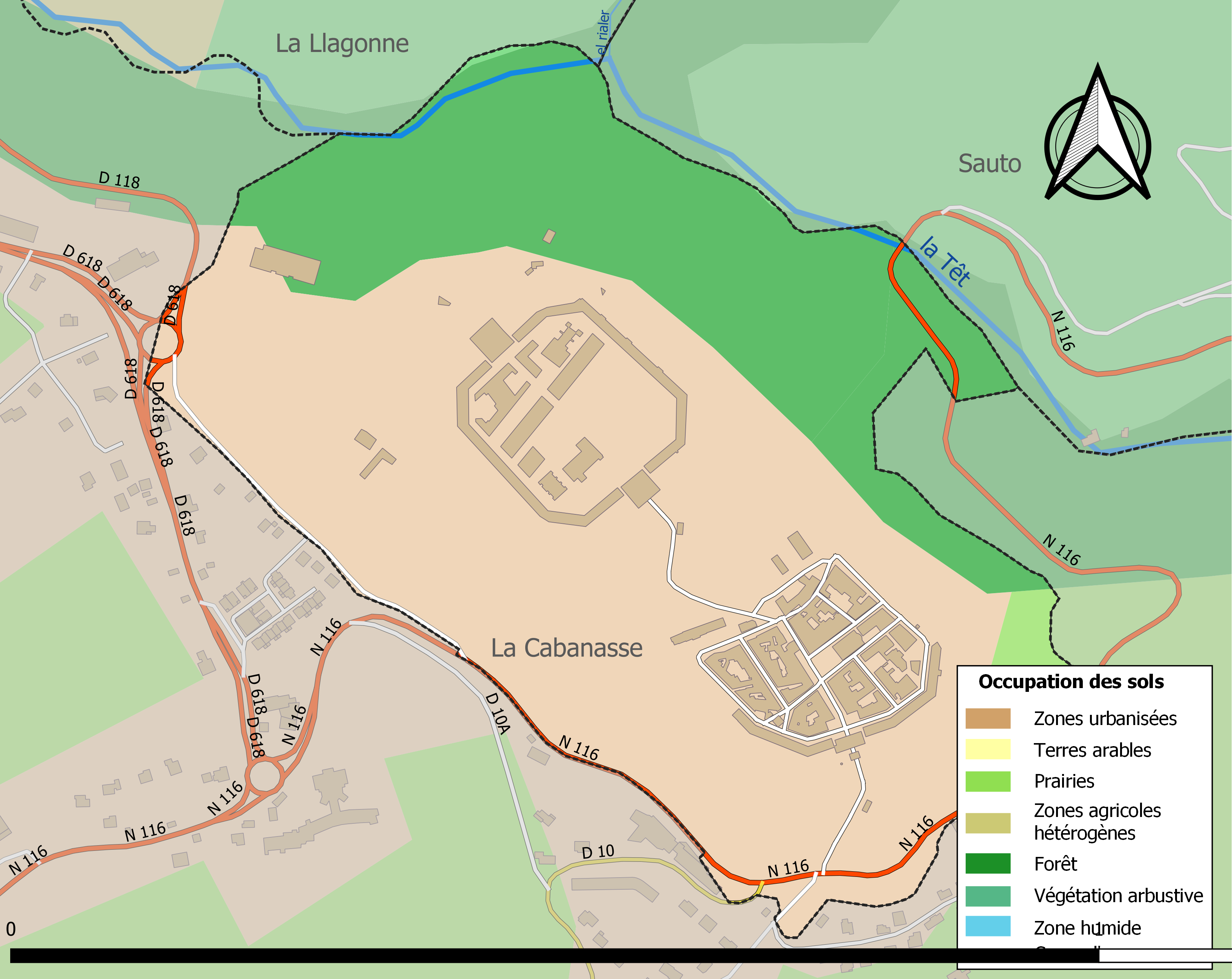
Kaart van de gemeente met de belangrijkste infrastructuur, bodemgebruik en omliggende gemeenten

## Demografie
Onderstaande figuur toont het verloop van het inwonertal (bron: INSEE-tellingen).

## Lijst van burgemeesters
| Naam burgemeester    | Ambtsperiode |
| -------------------- | ------------ |
| Michel Aldebert      | ca. 1815     |
| Christian Pécout     | 2001 - 2002  |
| Jean-Michel Larmet   | 2002 - 2010  |
| Pierrette Cordelette | 2010 - 2018  |
| Joëlle Cordelette    | 2018 - 2020  |

## Citadel

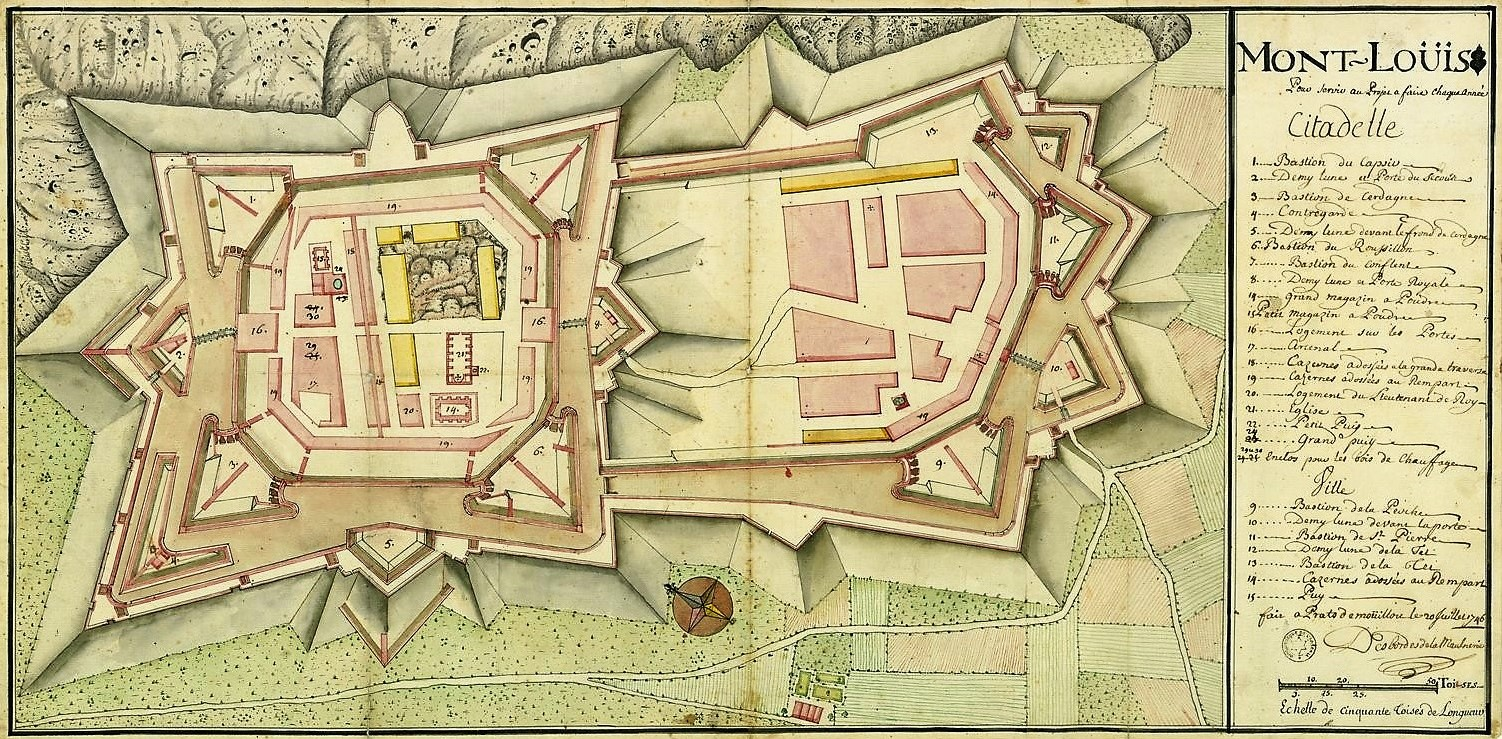
Kaart van Mont-Louis (1746), met links de citadel

Na de Vrede van de Pyreneeën (1659) gaf Lodewijk XIV opdracht aan Vauban om de vestingwerken aan te leggen om zo het gebied tegen Spaanse aanvallen te beschermen. De locatie was strategisch gekozen, het lag op een belangrijke weg van Spanje naar Frankrijk, er was sprake van natuurlijke belemmeringen die de bouw van vestingwerken deed verminderen en er was voldoende mankracht en bouwmateriaal beschikbaar in de directe omgeving.
In mei 1679 presenteerde Vauban zijn plannen waarbij hij optimaal gebruik maakte van de omgeving. In het oosten stelde hij weinig veranderingen voor, hier stroomt de rivier Têt die met zijn oevers een belangrijk obstakel vormde voor de aanvallers. Aan de westkant was de toegang gemakkelijker en hier werden uitgebreide verdedigingswerken ingetekend. Vauban ontwierp Mont-Louis in vier verticale zones, van hoog naar laag, de citadel, de boven-, benedenstad en een schans, al zijn alleen de eerste twee werken gerealiseerd.
In 1681 was de ruwbouw van de citadel gereed en geschikt voor de verdediging. De citadel bood plaats aan 2500 mannen en 300 paarden en er was een ziekenhuis. De werkzaamheden waren verre van gereed en de hele bouwperiode nam zo’n 10 jaar in beslag. Eenmaal gereed was Mont-Louis een belangrijk militair verdedigingswerk aan de grens met Spanje. De bovenstad ontwikkelde zich veel langzamer, in 1720 stonden hier 50 huizen waarvan veruit de meerderheid in slechte staat.

## Zonne-oven

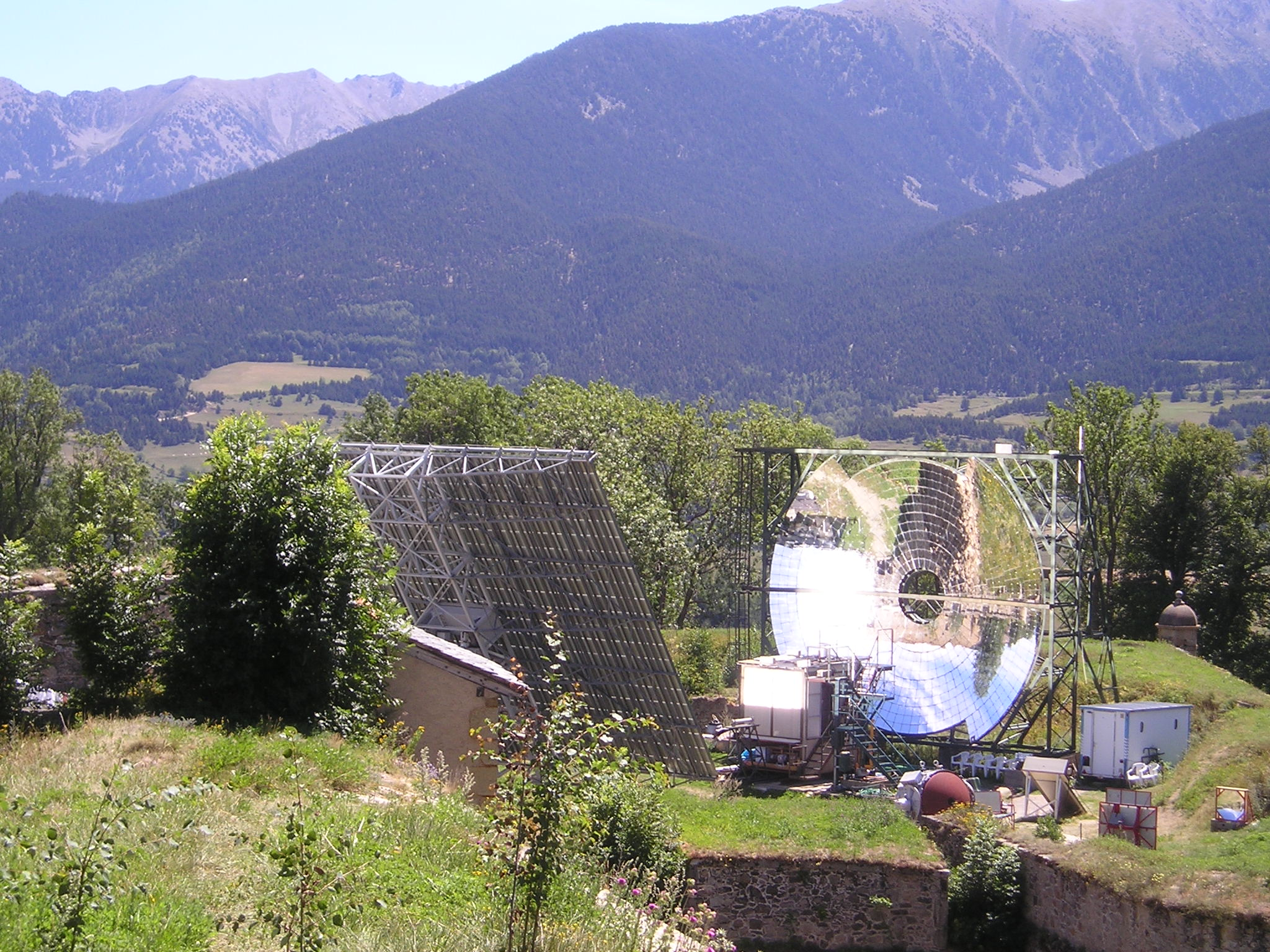
De zonne-oven

In de gemeente staat de eerste zonne-oven van de wereld. Vanaf 1947 was ingenieur Félix Trombe (1906–1985), van het Centre national de la recherche scientifique (CNRS), actief met het ontwerp en bouw van deze installatie. Zo'n 860 licht holle spiegels concentreren het zonlicht op een vaste plaats waardoor de temperatuur sterk oploopt tot meer dan 3000°C. Dit wordt gebruikt om legeringen te testen die bestand zijn tegen zeer hoge temperaturen en die gebruikt worden in vliegtuigen, raketten, satellieten en ultra vuurvaste materialen.

## Sport
Op 11 juli 2021 passeerde wielerkoers Ronde van Frankrijk Mont-Louis. De klim naar het dorp werd aangeduid als de Montée de Mont-Louis. Dit is een beklimming van de eerste categorie naar een hoogte van 1563 meter. De Nederlander Wout Poels passeerde als eerste de top. 

## Geboren
- Pedro Étienne Solère (1753-1817), componist, muziekpedagoog en klarinettist.